# Cintruénigo

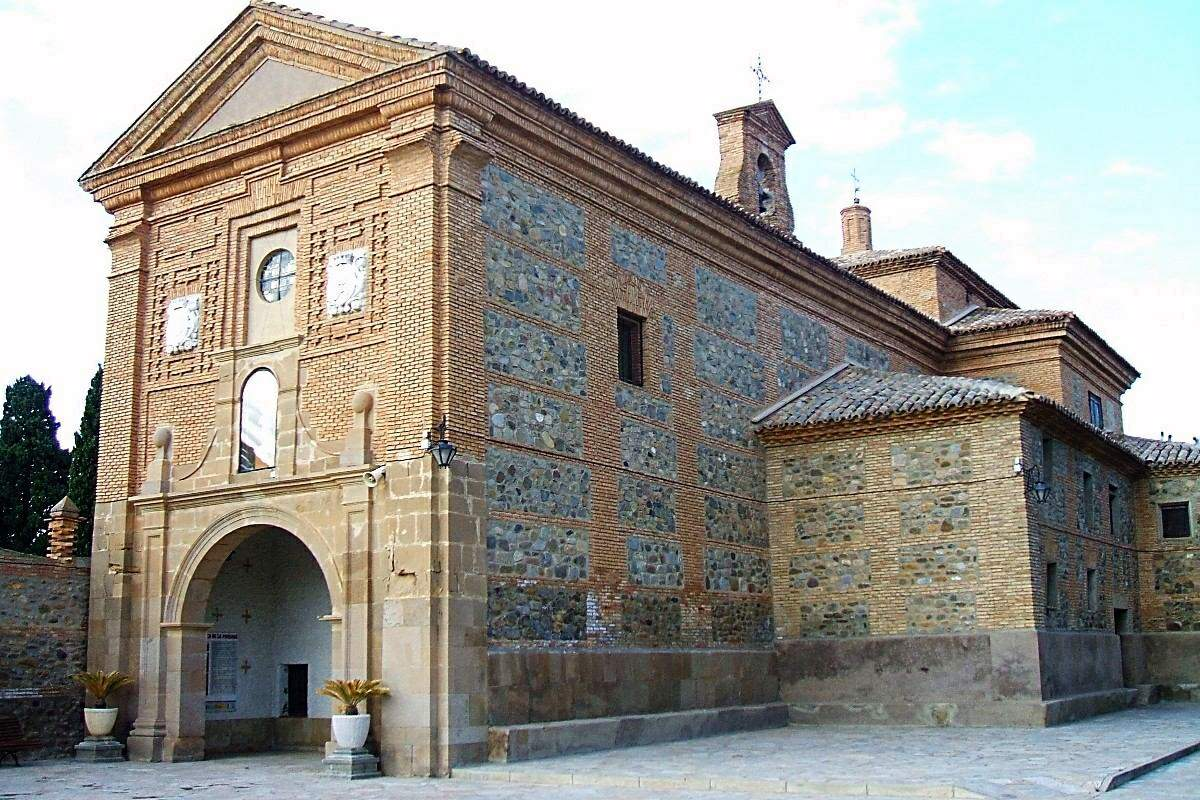
Basilica de la Purísima Concepción

Cintruénigo ist eine Kleinstadt und eine Gemeinde (municipio) mit 8.333 Einwohnern (Stand: 2024) im äußersten Südwesten der  autonomen Gemeinschaft Navarra in Spanien.

## Lage und Klima
Der Ort Cintruénigo liegt am Ostufer des Río Alhama ca. 20 km (Fahrtstrecke) westlich der Stadt Tudela in einer Höhe von ca. 395 m. Das Klima ist gemäßigt bis warm; Regen (ca. 495 mm/Jahr) fällt hauptsächlich im Winterhalbjahr.

## Bevölkerungsentwicklung
| Jahr      | 1857  | 1900  | 1950  | 2000  | 2018  |
| Einwohner | 2.679 | 3.959 | 4.211 | 5.694 | 7.823 |

Wegen der Landflucht infolge der Mechanisierung der Landwirtschaft, der Aufgabe bäuerlicher Kleinbetriebe und des insgesamt daraus resultierenden geringeren Arbeitskräftebedarfs auf dem Land ist die Einwohnerzahl der Kleinstadt seit Mitte des 19. Jahrhunderts deutlich angestiegen.

## Wirtschaft
Cintruénigo war und ist immer noch das Zentrum eines landwirtschaftlich geprägten Umlands. Etwa ein Drittel der Gemeindefläche wird agrarisch genutzt (Oliven, Wein, Spargel, Getreide etc.). In der zweiten Hälfte des 20. Jahrhunderts sind kleinere Industriebetriebe (Möbel, Konserven etc.) entstanden und auch der Dienstleistungssektor hat sich entwickelt.

## Geschichte
Kelten bzw. Keltiberer, Römer, Westgoten und selbst die Mauren haben keine Spuren auf dem Gebiet der Gemeinde hinterlassen und selbst für das Mittelalter fehlen sowohl archäologische als auch schriftliche Quellen. Wahrscheinlich erst ab dem 14./15. Jahrhundert siedelten sich Familien aus den umliegenden Bergregionen hier an.

## Sehenswürdigkeiten
- Wichtigste Sehenswürdigkeit des Ortes ist die dreischiffige, sterngewölbte Hallenkirche San Juan Bautista aus dem 16. Jahrhundert; das westliche Joch mitsamt der schmucklosen Fassade wurde erst im 19. Jahrhundert angefügt. Beachtenswert ist das aus Ziegelsteinen gemauerte, aber insgesamt sehr aufwändig gestaltete Obergeschoss des Glockenturms (campanario) mit seinen kleinen Ecktürmchen und einer mittigen Laterne. Blickfang im Innern sind die drei Altäre im Chorbereich, von denen der mittlere in den Jahren nach 1525 entstanden und Johannes dem Täufer gewidmet ist.
- Die im 17. Jahrhundert erbaute Ermita de la Purísima Concepción (auch Basilica genannt) ist der Unbefleckten Empfängnis Mariens geweiht; es ist ein aus Ziegelsteinen mit Feldern aus faustgroßen Kieseln in Mudéjar-Technik und -optik gestalteter einschiffiger klassizistischer Bau auf einer Anhöhe am Ortsrand.
- Mehrere Adelspaläste im Ort sind mit steinernen Wappenschilden geschmückt.

## Söhne und Töchter
- Fernando Sáenz Lacalle (1932–2022), römisch-katholischer Geistlicher, Erzbischof von San Salvador